# Landtag des Reichslandes Elsaß-Lothringen
Der Landtag des Reichslandes Elsaß-Lothringen war das Landesparlament und damit die Legislative des Reichslandes Elsaß-Lothringen im deutschen Kaiserreich.

## Landesausschuss

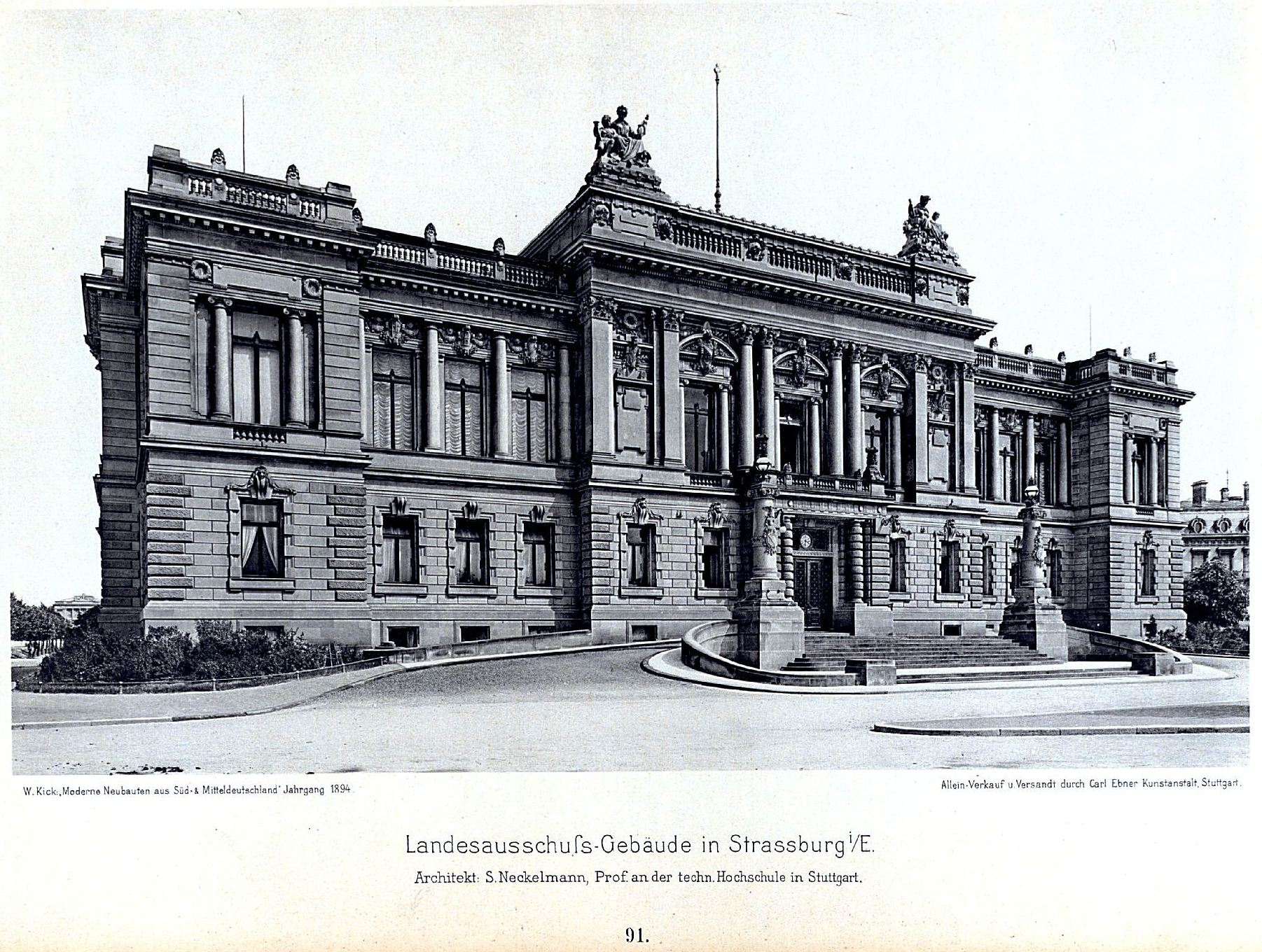
Sitzungsgebäude des Landesausschusses

Nach dem Deutsch-Französischen Krieg war Elsaß-Lothringen als Reichsland direkt dem Reich zugeordnet und verfügte über keine eigene Staatlichkeit. Erst durch kaiserlichen Erlass vom 29. Oktober 1874 wurde eine Volksvertretung des Reichslandes eingerichtet, der Landesausschuss.
Die Mitglieder des Landesausschusses wurden nicht vom Volk gewählt, sondern von den Bezirkstagen benannt. Die drei Bezirkstage für Lothringen, Oberelsass und Unterelsass bestimmten jeweils zehn Mitglieder.
1879 wurde der Landesausschuss erweitert. Die nun 58 Mitglieder wurden von den Bezirkstagen (Lothringen 11, Oberelsass 10, Unterelsass 13) den kreisfreien Städten (jeweils 1 Mitglied aus Straßburg, Mülhausen, Metz und Colmar) und den Landkreisen (20 Mitglieder) indirekt gewählt.
Der Landesausschuss hatte zunächst nur beratende Funktion. 1877 erhielt der Landesausschuss legislative Funktion und ein Haushaltsrecht. Ab 1879 erhielt der Landesausschuss ein Gesetzesinitiativrecht. Seine Beschlüsse bedurften aber der Zustimmung des Bundesrats.

## Rechtsgrundlage und Aufbau
Mit der Verfassung des Reichslandes Elsaß-Lothringen vom 31. Mai 1911 wurde der Landesausschuss durch einen direkt gewählten Landtag ersetzt.

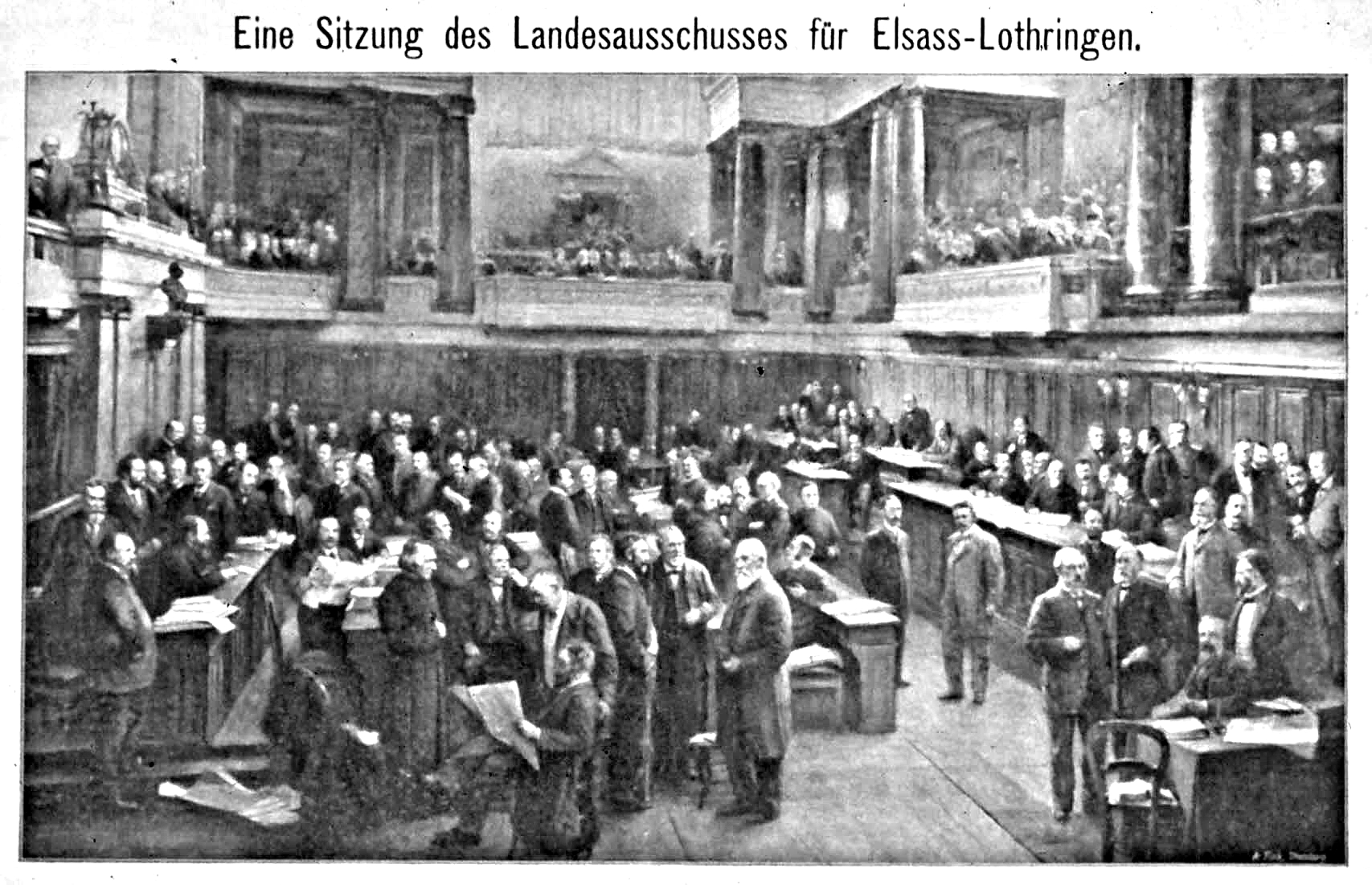
Eine Sitzung des Landesausschusses für Elsass-Lothringen

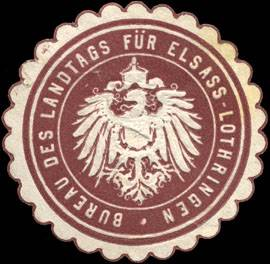
Siegelmarke Bureau des Landtags für Elsass-Lothringen

### Erste Kammer
Die Einführung einer Ersten Kammer wurde im Reichsland parteiübergreifend kritisiert. Während Erste Kammern in den anderen Teilen des Reiches historische Gründe hatten, bestand im Reichsland keine über eine Erste Kammer einzubindende Adelsschicht. So war die Erste Kammer ein reines Honoratiorenparlament. Kritisiert wurden insbesondere die Ernennungsrechte des Kaisers.
Die erste Kammer bestand aus:
- den zwei römisch-katholischen Bischöfen des Reichslandes (dem Bischof von Metz (Willibrord Benzler) und dem Bischof von Straßburg (Adolf Fritzen))
- dem Präsidenten des Oberkonsistoriums der Kirche Augsburgischer Konfession von Elsass und Lothringen (Friedrich Curtius)
- dem Präsidenten des Synodalvorstands der Reformierten Kirche von Elsass und Lothringen, Karl Piepenbring
- dem Präsidenten des Oberlandesgerichts Colmar (Otto von Vacano, ab 1913: Hugo Molitor)
- einem Vertreter der Universität Straßburg, Wilhelm Wiegand
- einem Vertreter der Israelitischen Konsistorien fürs Oberelsass, für Lothringen und fürs Unterelsass (1912–1915: Adolf Ury, 1915–1919: Nathan Netter)[5]
- vier Vertretern der größeren Städte:
  - Straßburg (Bürgermeister Rudolf Schwander)
  - Metz (Bürgermeister Roger Joseph Foret)
  - Colmar (Bürgermeister Daniel Blumenthal)
  - Mülhausen (Michel Diemer-Heilmann)
- vier Vertretern der Handelskammern:
  - Handelskammer Straßburg: Charles Léon Ungemach
  - Handelskammer Metz: Theodor Müller
  - Handelskammer Colmar: Emile André Kiener
  - Handelskammer Mülhausen: Theodor Schlumberger (in Mülhausen war zunächst Eduard Köchlin gewählt worden, der das Mandat jedoch vor der Eröffnung des Landtags zurückgab)
- sechs Vertretern des Landwirtschaftsrats nämlich
  - Sebastian Pius Gegauff und Friedrich Paul Greiner (Demokrat.) für den Landwirtschaftsrat Elsaß-Lothringen (Oberelsaß)
  - Michael Baerst (ohne Parteizugehörigkeit, liberal) und Michel Diebolt (liberal) für den Landwirtschaftsrat Elsaß-Lothringen (Unterelsaß)
  - Augustin Henry (Verstarb nach Eröffnung des Landtags) und Amedée Jean-Baptiste René Paié für den Landwirtschaftsrat Elsaß-Lothringen (Lothringen)
- zwei Vertretern der Handwerkskammer (Francois Xavier Ley (Zentrum) und Wilhelm Weißmann (liberal))
- drei Vertreter der Gewerkschaften

sowie weiteren Mitgliedern, die auf Vorschlag des Bundesrates durch den Kaiser ernannt wurden.
- Gustav Abt (keine Parteimitgliedschaft, nationalliberal)
- Hubert Franz Maria Graf von Andlau-Homburg (ohne Parteimitgliedschaft, Zentrum)
- Ferdinand Gustav Hans von Arnim, General
- Otto Back, Unterstaatssekretär und Bürgermeister von Straßburg
- René Bian Bürgermeister und Gutsbesitzer in Sentheim
- David Emil Bronnert (liberal)
- Albert Grégoire (loth. Block, liberal)
- Johannes Hoeffel (Deutsche Reichspartei)
- Paul Laband
- Hugo Miethe, Hüttendirektor
- Walther von Moßner, General
- Johann Josef Rech, Bürgermeister von Sablon
- Sigismund Karl Maria Freiherr von Reinach, Gutsbesitzer und Bürgermeister in Hirzbach
- Heinrich Ruland, Justizrat
- Carl Georg Rudolf Max Schmidt, Präsident der Generaldirektion der Reichseisenbahnen
- Leo Vonderscheer (Zentrum)
- Josef Johann Meckel, Hauptlehrer
- Franz Freiherr Zorn von Bulach, Weihbischof von Straßburg

Die erste Kammer wählte auf ihrer Sitzung am 22. November 1911 ihr Präsidium.
- Präsident: Altbürgermeister Otto Back (1911 bis 1917), Johannes Hoeffel (1917–1918)
- 1. Vizepräsident: Johannes Hoeffel, Arzt aus Buchsweiler
- 2 Vizepräsident: Grégoire, Lothringen
- Schriftführer:
  - Leo Vonderscheer
  - Kiener
  - Dieboldt-Weber[6]

### Zweite Kammer
Die zweite Kammer bestand aus 60 Abgeordneten, die nach dem Grundsatz der Mehrheitswahl in 60 Wahlkreisen für eine Dauer der Wahlperiode von drei Jahren gewählt wurden. Sie wurde in Abgrenzung zur ersten Kammer, die aus Honoratioren bestand, auch „Volksparlament“ genannt. Mindestalter für die Wählbarkeit waren 25 Jahre. Das aktive Wahlrecht hatten Bürger ab 25 Jahre. Die Modalitäten für die Wahlkreisgrenzen wurden durch eine Verordnung vom 3. Juli 1911 geregelt.

## Landtagswahl 1911
Die ersten und einzigen Landtagswahlen zur 2. Kammer fanden am 22. Oktober 1911 statt (am 29. Oktober 1911 wurde ein einzelner Sitz in einer Nachwahl bestimmt).
Das Wahlverhalten wurde sehr stark von der Nationalität bestimmt. In Lothringen fielen die 8 Wahlkreise westlich der Sprachgrenze mit hohen Mehrheiten an den französischsprachigen Lothringer Block. Die deutschen Parteien verzichteten hier auf Kandidaturen. Ausnahme war die SPD, die jedoch hier nur Splitterpartei war. Auf der deutschsprachigen Seite gingen die Mandate überwiegend an das Zentrum (8 Mandate) und die Liberalen (4 Mandate). Auch als Ausgleich dafür, dass die deutschen Kandidaten in den französischsprachigen Landesteilen durch das Mehrheitswahlrecht keine Möglichkeit hatten, ins Parlament zu kommen, finden sich unter den Mitgliedern der ersten Kammer mit Albert Grégoire und Johann Josef Rech zwei vom Kaiser ernannte Mitglieder dieser Bevölkerungsgruppe.
| Landtagswahl 1911                  | Landtagswahl 1911 | Landtagswahl 1911 | Landtagswahl 1911 |
| Partei                             | Stimmanteil in %  | Sitze             |                   |
| ---------------------------------- | ----------------- | ----------------- | ----------------- |
| Elsaß-Lothringische Zentrumspartei | 31,0 %            | 24 Sitze          |                   |
| SPD Elsaß-Lothringen               | 23,8 %            | 11 Sitze          |                   |
| Lothringer Block                   | 16,3 %            | 10 Sitze          |                   |
| Liberal-Demokraten                 | 15,9 %            | 7 Sitze           |                   |
| Unabhängig – Liberal               | 6,9 %             | 5 Sitze           |                   |
| Unabhängig – Zentrum               | 1,4 %             | 1 Sitz            |                   |
| Unabhängig Fortschrittlich         | 1,1 %             | 1 Sitz            |                   |
| Diverse Rechte                     | 0,8 %             | 1 Sitz            |                   |

(An 100 % fehlende Stimmen = nicht im Landtag vertretene Wahlvorschläge)
Erläuterungen zu den Parteien und Wählerlisten:
- ELZ: Elsass-Lothringische Zentrumspartei
- Unabhängig – Liberal: von den Liberal-Demokraten unterstützte unabhängige Kandidaten
- Unabhängig – Zentrum: vom Zentrum unterstützte unabhängige Kandidaten
- Unabhängig Fortschrittlich: unabhängige, der SPD nahestehende Kandidaten
- Diverse Rechte: unabhängige, der ELZ nahestehende Kandidaten
- Lothringer Block: frankophone bzw. frankophile Kandidaten im Bezirk Lothringen

### Liste der Mitglieder der Zweiten Kammer

Wahlkreiseinteilung bei der Landtagswahl

| Bild | Name                                    | Partei                          | Bezirk     | Wahlkreis | Wahlkreisnummer | Anmerkung        |
| ---- | --------------------------------------- | ------------------------------- | ---------- | --- | --------------- | ---------------- |
|      | Joseph Heinrich                         | Zentrum                         | Oberelsaß  | Wahlkreis Pfirt Hirsingen (Kanton Pfirt und Kanton Hirsingen) | 1               |                  |
|      | Eugen Ricklin                           | Zentrum                         | Oberelsaß  | Wahlkreis Altkirch-Dammerkirch (Kanton Dammerkirch und Kanton Hirsingen) | 2               | Präsident        |
|      | Charles Hindelang                       | SPD                             | Oberelsaß  | Wahlkreis Colmar-Stadt (Stadt Colmar ohne den Stadtteil westlich der Bahnlinie Straßburg-Basel und die Gemeinde Hausen) | 3               |                  |
|      | Jacques Immer                           | Liberal- demokraten             | Oberelsaß  | Wahlkreis Colmar-Münster-Winzenheim (Der Stadtteil von Colmar westlich der Bahnlinie Straßburg-Basel, der Kanton Münster und die Gemeinden Türkheim, Walbach, Winzenheim und Zimmerbach)                                                                                               | 4               | Schriftführer    |
|      | Joseph Kubler                           | Zentrum                         | Oberelsaß  | Wahlkreis Neubreisach-Andolsheim Gemeinde (Heiligkreuz, Kanton Neubreisach, Kanton Andolsheim ohne die Gemeinde Hausen und den Kanton Wintzenheim ohne die Gemeinden Türkheim, Walbach, Winzenheim und Zimmerbach)                                                                     | 5               |                  |
|      | Gustav Robert Schlumberger              | Liberal- demokraten             | Oberelsaß  | Wahlkreis Gebweiler-Sulz (Kanton Gebweiler und die Gemeinden Sulz und Jungholz) | 6               |                  |
|      | Joseph Rudolf                           | Zentrum                         | Oberelsaß  | Wahlkreis Bollweiler-Ensisheim-Rufach (Kanton Ensisheim und Kanton Rufach sowie Kanton Sulz ohne die Gemeinden Sulz und Jungholz) | 7               |                  |
|      | Leopold Emmel                           | SPD                             | Oberelsaß  | Wahlkreis Mülhausen I (Polizeireviere I und VI der Stadt Mülhausen) | 8               |                  |
|      | Joseph Schilling                        | SPD                             | Oberelsaß  | Wahlkreis Mülhausen II (Polizeireviere II und III der Stadt Mülhausen) | 9               |                  |
|      | Eduard Drumm                            | Liberal- demokraten             | Oberelsaß  | Wahlkreis Mülhausen III (Polizeireviere IV und V der Stadt Mülhausen) | 10              |                  |
|      | Jean Martin                             | SPD                             | Oberelsaß  | Wahlkreis Mülhausen-Land (Kanton Mülhausen-Nord und Kanton Mülhausen-Süd ohne die Stadt Mülhausen) | 11              |                  |
|      | Joseph Brom                             | Zentrum                         | Oberelsaß  | Wahlkreis Hüningen-Sierenz (Kanton Hüningen sowie den Gemeinden Bartenheim, Kembs, und Sierenz) | 12              | [ 12 ]           |
|      | Médard Jules Brogly                     | Zentrum                         | Oberelsaß  | Wahlkreis Habsheim-Landser (Kanton Habsheim und Kanton Landser ohne die Gemeinden Bartenheim, Kembs, und Sierenz) | 13              | [ 13 ]           |
|      | Emile Wetterlé                          | Zentrum, NB                     | Oberelsaß  | Wahlkreis Rappoltsweiler-Kaysersberg (Kanton Rappoltsweiler und Kanton Kaysersberg) | 14              |                  |
|      | Laurent Meyer                           | SPD                             | Oberelsaß  | Wahlkreis Markirch-Schnierlach (Kanton Markirch und Kanton Schnierlach) | 15              |                  |
|      | Joseph Remy                             | Zentrum                         | Oberelsaß  | Wahlkreis Sennheim-Masmünster (Kanton Sennheim und Masmünster, sowie Kanton Thann ohne die Gemeinden Altthann, Bitschweiler, Thann und Weiler) | 16              |                  |
|      | Eugène Müller                           | Zentrum                         | Oberelsaß  | Wahlkreis Thann-St. Amarin (Gemeinden Altthann, Bitschweiler, Thann und Weiler vom Kanton Thann, sowie Kanton St. Amarin) | 17              |                  |
|      | Georg Wolf                              | (Straßburg) Liberal- demokraten | Unterelsaß | Wahlkreis Straßburg I (Kanton Nord westlich der Ill, ohne den westlich des Straßenzugs Blauwolkengasse-Meisengasse-An den Gewerbslauben gelegenen Teil, der westlich der Ill gelegene Teil des Kantons Ost und der östlich der Straße Alter Fischmarkt gelegene Teil des Kantons Süd)  | 18              | 2. Vizepräsident |
|      | Karl Burger                             | Liberal- demokraten             | Unterelsaß | Wahlkreis Straßburg II (Kanton Nord östlich der Ill und Kanton Ost östlich der Ill) | 19              |                  |
|      | Eugen Imbs                              | SPD                             | Unterelsaß | Wahlkreis Straßburg III (Kanton Süd ohne den östlich der Straße Alter Fischmarkt gelegenen Teil und der südlich des Straßenzugs Weißturmstraße-Weißturmring-Königshofener Straße gelegene Teil des Kantons West)                                                                       | 20              |                  |
|      | Georg-Wilhelm Wolfer                    | SPD                             | Unterelsaß | Wahlkreis Straßburg IV (Kanton West ohne den südlich des Straßenzugs Weißturmstraße-Weißturmring-Königshofener Straße gelegenen Teil sowie der westlich des Straßenzugs Blauwolkengasse-Meisengasse-An den Gewerbslauben gelegenen Teil des Kantons Nord)                              | 21              | Schriftführer    |
|      | Bernhard Böhle                          | SPD                             | Unterelsaß | Wahlkreis Straßburg V (die außerhalb der Umwallung gelegenen Teile der Kantone Straßburg Ost (Neudorf) und Straßburg Süd (Neuhof)) | 22              | 1. Vizepräsident |
|      | Jacques Peirotes                        | SPD                             | Unterelsaß | Wahlkreis Straßburg VI (die außerhalb der Umwallung gelegenen Teile der Kantone Straßburg Nord (Ruprechtsau) und Straßburg West (Königshofen, Kronenburg, Grüneberg)) | 23              |                  |
|      | Richard Fuchs                           | SPD                             | Unterelsaß | Wahlkreis Schiltigheim (Kanton Schiltigheim ohne die Gemeinden Achenheim, Breuschwickersheim, Hangenbieten, Ittenheim, Kolbsheim, Lampertheim, Mundolsheim, Oberschäffolsheim, Reichstett und Suffelweyersheim)                                                                        | 24              |                  |
|      | Laurent Fischer                         | Zentrum                         | Unterelsaß | Wahlkreis Brumath (Kanton Brumath und die Gemeinden Lampertheim, Mundolsheim, Reichstett und Suffelweyersheim vom Kanton Schiltigheim) | 25              |                  |
|      | Franz Joseph Fix                        | fraktionslos                    | Unterelsaß | Wahlkreis Truchtersheim-Hochfelden (Kanton Truchtersheim und Kanton Hochfelden, sowie die Gemeinden Achenheim, Breuschwickersheim, Hangenbieten, Ittenheim, Kolbsheim und Oberschäffolsheim vom Kanton Schiltigheim)                                                                   | 26              |                  |
|      | Alphonse Gilliot                        | Zentrum                         | Unterelsaß | Wahlkreis Erstein-Benfeld (Kanton Erstein ohne die Gemeinde Hindisheim, Kanton Benfeld, sowie die Gemeinden Walf und Zellweiler vom Kanton Oberehnheim) | 27              | Schriftführer    |
|      | Franz Xaver Martz                       | Zentrum                         | Unterelsaß | Wahlkreis Geispolsheim-Oberehnheim (Kanton Geispolsheim, Kanton Oberehnheim ohne die Gemeinden Walf und Zellweiler und die Gemeinde Hindisheim vom Kanton Erstein) | 28              |                  |
|      | Karl Hauss                              | Zentrum                         | Unterelsaß | Wahlkreis Hagenau (Kanton Hagenau) | 29              |                  |
|      | Georg Atzel                             | fraktionslos                    | Unterelsaß | Wahlkreis Bischweiler (Kanton Bischweiler) | 30              |                  |
|      | Johannes Michel                         | Liberal- demokraten             | Unterelsaß | Wahlkreis Niederbronn (Kanton Niederbronn) | 31              |                  |
|      | Michel Heysch                           | SPD                             | Unterelsaß | Wahlkreis Schirmeck-Saales-Rosheim (Kanton Schirmeck, Kanton Saales und Kanton Rosheim) | 32              |                  |
|      | Nicolaus Delsor                         | Zentrum, NB                     | Unterelsaß | Wahlkreis Molsheim-Wasselnheim (Kanton Molsheim und Kanton Wasselnheim) | 33              |                  |
|      | Joseph Pfleger                          | Zentrum                         | Unterelsaß | Wahlkreis Schlettstadt-Markolsheim (Kanton Schlettstadt ohne die Gemeinden Diefenthal und Scherweiler und Kanton Markolsheim) | 34              | [ 14 ]           |
|      | Alphons Schott                          | Zentrum                         | Unterelsaß | Wahlkreis Barr-Weiler (Kanton Barr und Kanton Weiler sowie die Gemeinden Diefenthal und Scherweiler vom Kanton Schlettstadt) | 35              |                  |
|      | Heinrich Wiltberger                     | Zentrum                         | Unterelsaß | Wahlkreis Weißenburg-Lauterburg-Selz (Kantone Weißenburg, Lauterburg und Selz) | 36              |                  |
|      | Alfred Wolf (Hunspach)                  | Liberal- demokraten             | Unterelsaß | Wahlkreis Sulz unterm Walde-Wörth (Kanton Sulz unterm Wald und Wörth) | 37              |                  |
|      | Louis François Marie Auguste Knoepffler | Zentrum                         | Unterelsaß | Wahlkreis Zabern-Maursmünster (Kanton Zabern und Kanton Maursmünster) | 38              |                  |
|      | Georg Wehrung                           | Liberal- demokraten             | Unterelsaß | Wahlkreis Saarunion-Drulingen (Kanton Saarunion und Kanton Drulingen) | 39              |                  |
|      | Eduard Meyer                            | Liberal- demokraten             | Unterelsaß | Wahlkreis Buchsweiler-Lützelstein (Kanton Buchsweiler und Kanton Lützelstein) | 40              |                  |
|      | Max Donnevert                           | Liberal- demokraten             | Lothringen | Wahlkreis Metz I (Stadtkanton Metz I (mit Devant-les-Ponts), Sektion III vom Stadtkanton Metz III sowie der nördlich des Straßenzugs Judenstraße, Heiligkreuzplatz, Trinitarierstraße, Schmiedeplatz, Ecke Marchantstraße-Paixhannsstraße gelegene Teil vom Stadtkanton Metz II)       | 41              |                  |
|      | Nikolaus Jung                           | Lothringer Block                | Lothringen | Wahlkreis Metz II (Stadtkanton Metz II ohne den nördlich des Straßenzugs Judenstraße, Heiligkreuzplatz, Trinitarierstraße, Schmiedeplatz, Ecke Marchandstraße–Paixhannsstraße gelegenen Teil (mit Plantières-Queuleu) sowie Sektion IV vom Stadtkanton Metz III)                       | 42              |                  |
|      | Louis Pierson                           | Lothringer Block                | Lothringen | Wahlkreis Gorze-Verny-Pange (Kantone Gorze, Verny und Pange) | 43              |                  |
|      | Adolf Heinrich Karl Steinmetz           | Liberal- demokraten             | Lothringen | Wahlkreis Montigny-Sablon (Gemeinden Amanweiler, Augny, Ban-St. Martin, Bronvaux, Fêves, Longeville, Lorry, Maxe, Montigny, Moulins bei Metz, Norroy-le-Veneur, Plesnois, Plappeville, St. Privat, Saulny, Scy, Semécourt und Woippy vom Kanton Metz-Land)                             | 44              |                  |
|      | Johann Norbert Hinsberg                 | Liberal- demokraten             | Lothringen | Wahlkreis Vigy-Rombach (Kanton Vigy sowie Kanton Metz-Land ohne die Gemeinden Amanweiler, Augny, Ban-St. Martin, Bronvaux, Fêves, Longeville, Lorry, Maxe, Montigny, Moulins bei Metz, Norroy-le-Veneur, Plesnois, Plappeville, Sablon, St. Privat, Saulny, Scy, Semécourt und Woippy) | 45              |                  |
|      | Alexis Weber                            | Lothringer Block                | Lothringen | Wahlkreis Bolchen-Falkenberg (Kanton Bolchen ohne die Gemeinden Bettingen, Gelmingen, Girlingen, Hallingen, Kuhmen, Mengen, Pieblingen, Teterchen, Valmünster und Welwingen und Kanton Falkenberg)                                                                                     | 46              |                  |
|      | Joseph Bourger                          | Lothringer Block                | Lothringen | Wahlkreis Busendorf-Teterchen (Kanton Busendorf und die Gemeinden Bettingen, Gelmingen, Girlingen, Hallingen, Kuhmen, Mengen, Pieblingen, Teterchen, Valmünster und Welwingen vom Kanton Bolchen)                                                                                      | 47              |                  |
|      | Johann Labroise                         | Lothringer Block                | Lothringen | Wahlkreis Château-Salins-Delme-Vic (Kantone Château-Salins und Delme sowie die Gemeinden Geistkirch, Klein Bessingen, Lezey, Marsal, Moyenvic, Vic und Xanrey vom Kanton Vic) | 48              |                  |
|      | Maurice Barthélémy                      | Lothringer Block                | Lothringen | Wahlkreis Albesdorf-Dieuze (Kantone Albesdorf und Dieuze sowie Kanton Vic ohne die Gemeinden Geistkirch, Klein Bessingen, Lezey, Marsal, Moyenvic, Vic und Xanrey) | 49              |                  |
|      | François Zimmer                         | Lothringer Block                | Lothringen | Wahlkreis Diedenhofen-Großhettingen (Kanton Diedenhofen und die Gemeinden Entringen, Escheringen, Garsch, Groß Hettingen, Kanfen, Oetringen, Suftgen und Wollmeringen vom Kanton Kattenhofen)                                                                                          | 50              | Schriftführer    |
|      | Fernand Schuman                         | Lothringer Block                | Lothringen | Wahlkreis Kattenhofen-Sierck-Metzerwiese (Kanton Kattenhofen ohne die Gemeinden Entringen, Escheringen, Garsch, Groß Hettingen, Kanfen, Oetringen, Suftgen und Wollmeringen sowie Kantone Sierck und Metzerwiese)                                                                      | 51              |                  |
|      | François Fick                           | Lothringer Block                | Lothringen | Wahlkreis Fentsch-Algringen (Kanton Fentsch und den Gemeinden Nilvingen, Kneuttingen und Algringen vom Kanton Hayingen) | 52              |                  |
|      | Nicolas Engel                           | Lothringer Block                | Lothringen | Wahlkreis Hayingen-Großmoyeuvre (Kanton Hayingen ohne die Gemeinden Nilvingen, Kneuttingen und Algringen sowie Kanton Großmoyeuvre). | 53              |                  |
|      | Joseph Collet                           | Zentrum                         | Lothringen | Wahlkreis Forbach (Kanton Forbach ohne die Gemeinden Farschweiler, Kochern, Merlenbach und Thedingen) | 54              |                  |
|      | Louis Hackspill                         | Liberal- demokraten             | Lothringen | Wahlkreis St. Avold (Kanton St. Avold und die Gemeinden Farschweiler, Kochern, Merlenbach und Thedingen vom Kanton Forbach) | 55              |                  |
|      | Victor Michel Heymès                    | Zentrum                         | Lothringen | Wahlkreis Großtänchen-Saaralben (Kantone Großtänchen und Saaralben) | 56              |                  |
|      | Georg Müller                            | Zentrum                         | Lothringen | Wahlkreis Saarburg-Lörchingen (Kantone Saarburg und Lörchingen) | 57              |                  |
|      | Louis Meyer (Walscheid)                 | Zentrum                         | Lothringen | Wahlkreis Pfalzburg-Finstingen-Rixingen (Kantone Pfalzburg, Finstingen und Rixingen) | 58              |                  |
|      | Franz Hoen                              | Zentrum                         | Lothringen | Wahlkreis Saargemünd (Kanton Saargemünd und die Gemeinden Achen, Groß Rederchingen und Kalhausen vom Kanton Rohrbach) | 59              |                  |
|      | Jakob Hessemann                         | Zentrum                         | Lothringen | Wahlkreis Bitsch-Rohrbach-Wolmünster (Kantone Bitsch und Wolmünster sowie Kanton Rohrbach ohne die Gemeinden Achen, Groß Rederchingen und Kalhausen) | 60              |                  |

### Wahlkreise
Gemäß Wahlgesetz wurden je Landkreis eine festgelegte Zahl von Ein-Personen-Wahlkreisen so durch kaiserliche Verordnung bestimmt, dass die Bevölkerung des Verwaltungskreises möglichst gleichmäßig auf die einzelnen Wahlkreise verteilt wird und die Wahlkreise örtlich zusammenhängen. Auf die Landkreise entfielen folgende Wahlkreise:
| Kreis                    | Abgeordnetenzahl |
| ------------------------ | ---------------- |
| Altkirch (Kreis)         | 2 Abgeordnete    |
| Colmar (Kreis)           | 3 Abgeordnete    |
| Gebweiler (Kreis)        | 2 Abgeordnete    |
| Mülhausen (Kreis)        | 6 Abgeordnete    |
| Rappoltsweiler (Kreis)   | 2 Abgeordnete    |
| Thann (Kreis)            | 2 Abgeordnete    |
| Straßburg (Stadtkreis)   | 6 Abgeordnete    |
| Straßburg (Landkreis)    | 3 Abgeordnete    |
| Erstein (Kreis)          | 2 Abgeordnete    |
| Hagenau (Kreis)          | 3 Abgeordnete    |
| Molsheim (Kreis)         | 2 Abgeordnete    |
| Schlettstadt (Kreis)     | 2 Abgeordnete    |
| Weißenburg (Kreis)       | 2 Abgeordnete    |
| Zabern (Kreis)           | 3 Abgeordnete    |
| Metz (Stadtkreis)        | 2 Abgeordnete    |
| Metz (Landkreis)         | 3 Abgeordnete    |
| Bolchen (Kreis)          | 2 Abgeordnete    |
| Château-Salins (Kreis)   | 2 Abgeordnete    |
| Diedenhofen-Ost (Kreis)  | 2 Abgeordnete    |
| Diedenhofen-West (Kreis) | 2 Abgeordnete    |
| Forbach (Kreis)          | 3 Abgeordnete    |
| Saarburg (Kreis)         | 2 Abgeordnete    |
| Saargemünd (Kreis)       | 2 Abgeordnete    |

## Im Ersten Weltkrieg
Mit dem Beginn des Ersten Weltkriegs bestanden bei der deutsch-konservativen Reichsleitung Zweifel an der Loyalität der Bewohner des Reichslandes zum Deutschen Reich. Dies galt auch für eine Reihe von Abgeordneten des Landtages. Die militärische Führung in Elsaß-Lothringen fürchtete eine kritische Debatte des Krieges. Anstelle der diskutierten Auflösung des Landtags wurde beschlossen, dass der Landtag zwar tagen durfte, um den Landeshaushalt und anstehende Gesetze zu beschließen, die Beschlussfassung jedoch ohne politische Debatte zu erfolgen hatte. Unter diesen Voraussetzungen erfolgte die 1915er Session des Landtags vom 8. bis 15. April 1915. Im Folgejahr setzten die Abgeordneten durch, dass zumindest in nichtöffentlicher Sitzung der Budgetkommission eine offene Debatte erfolgen durfte. Im Landtag erfolgte sowohl in der 1916er Session vom 26. April bis 26. Mai 1916 als auch in der des Jahres 1917 (5. Juni bis 12. Juli 1917) und in der letzten regulären Session vom 12. bis 30. April 1918 keine Debatte mehr.

## 1918/19
Am 11. November 1918 erklärte sich der Landtag Elsaß-Lothringens zum Nationalrat und damit zur alleinigen Autorität des Reichslandes. Man rief einen Tag später ein souveränes Elsaß-Lothringen aus und übernahm damit alle Aufgaben des Ministeriums und des Reichsstatthalters. Diese Eigenständigkeit wurde jedoch von der französischen Besatzungsmacht nicht anerkannt. Am 6. Dezember 1918 sprach sich der Landtag für den Anschluss an Frankreich aus. Das Reichsland Elsaß-Lothringen und mit ihm der Landtag wurde am 17. Oktober 1919 aufgelöst und fortan von einer Generaldirektion in Paris verwaltet.

## Gebäude

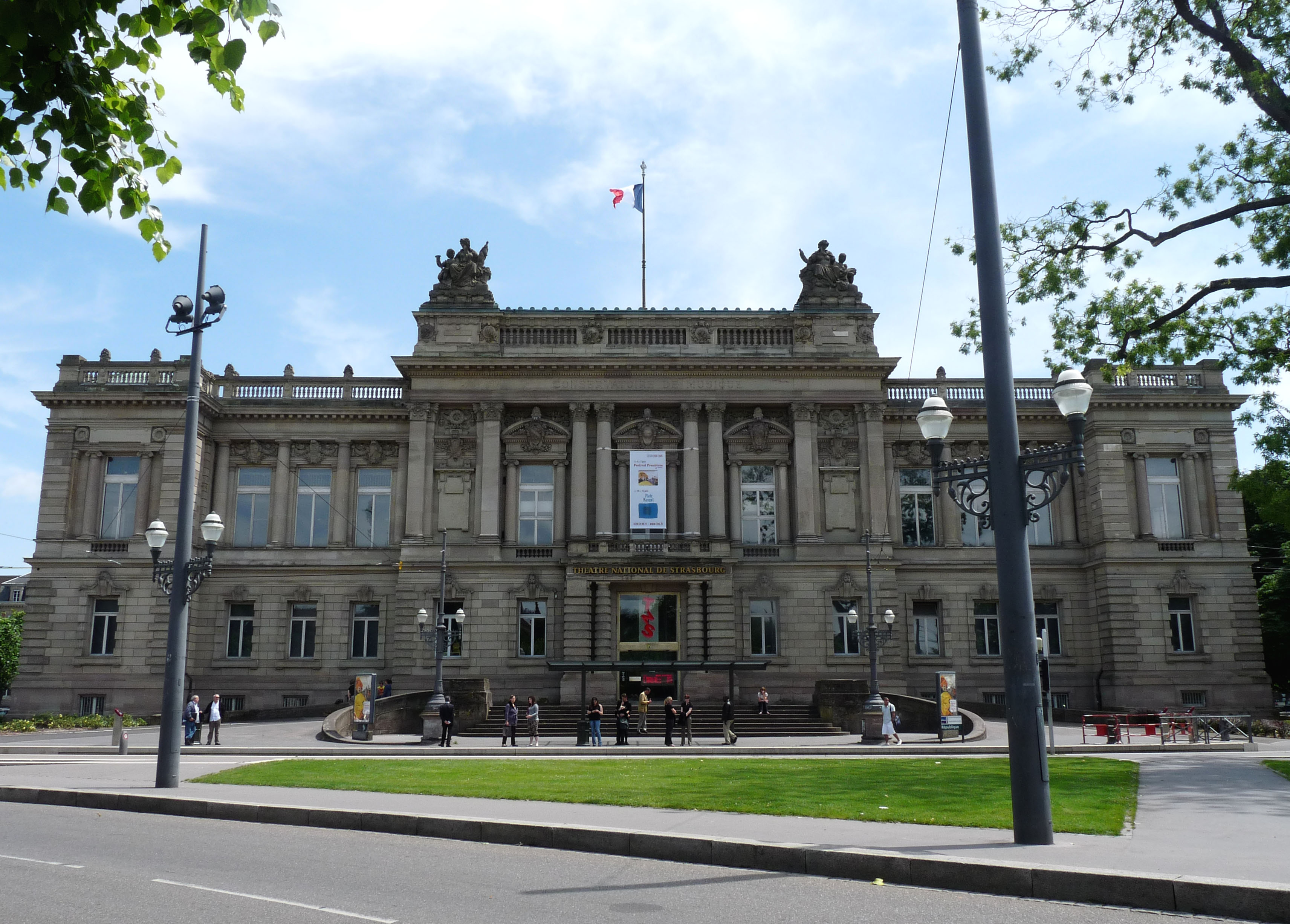
Ehem. Gebäude des Landesausschusses, heute Théâtre National de Strasbourg

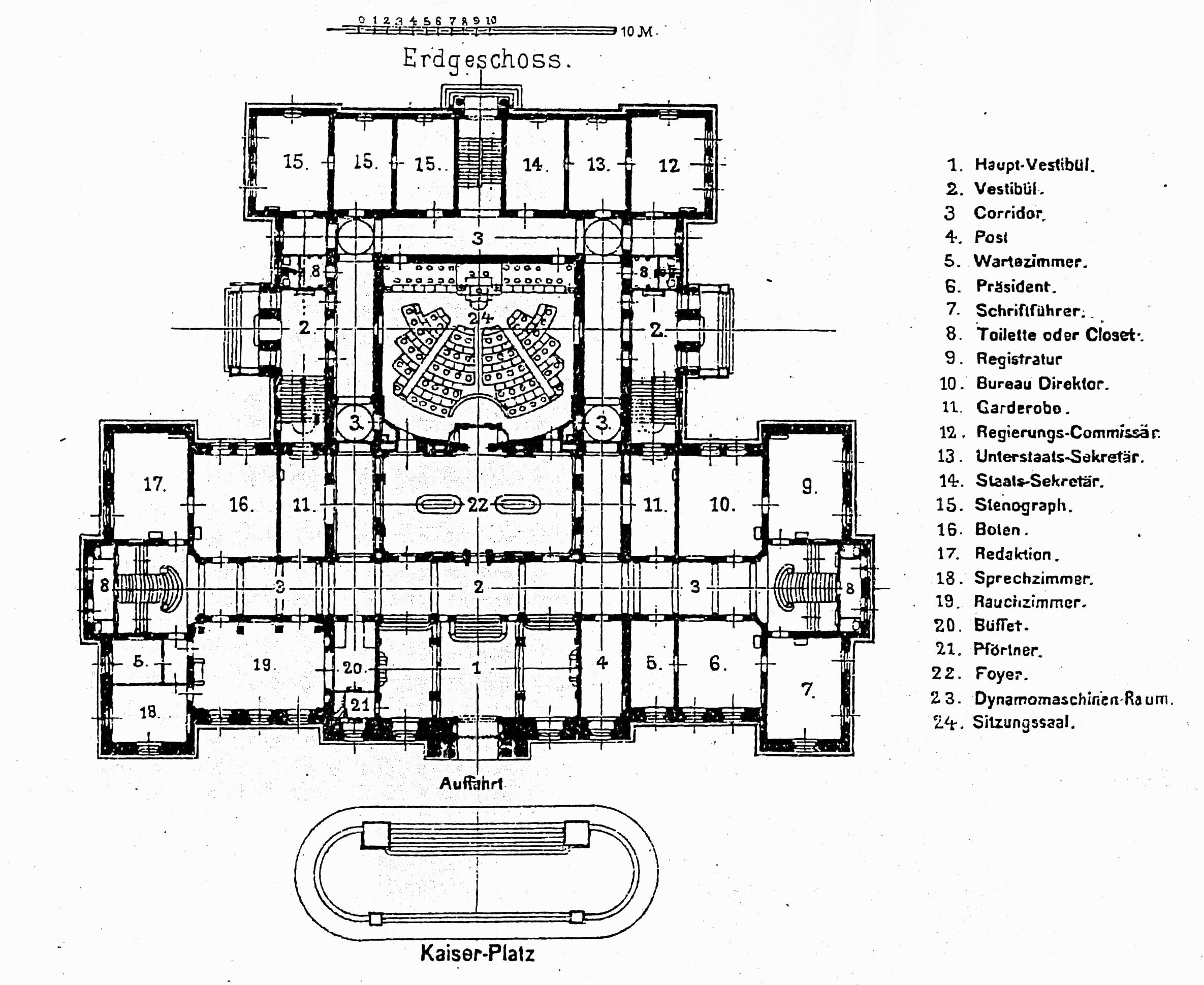
Erdgeschoss-Grundriss des Gebäudes

Das Landesausschuss-Gebäude wurde nach einem 1886 durchgeführten Architektenwettbewerb von 1888 bis 1892 nach einem überarbeiteten Wettbewerbsentwurf der Architekten August Hartel und Skjøld Neckelmann erbaut; da Hartel bereits 1890 starb und Neckelmann als Haupt-Entwurfsurheber galt, nennen auch viele zeitgenössische Quellen nur Neckelmann. Die Architektur des Gebäudes lässt sich der Neorenaissance zuordnen, zeitgenössisch wurde sie auch als „in den Formen einer edlen Spätrenaissance“ charakterisiert. Aus heutiger Sicht lassen sich aber auch Tendenzen zum Klassizismus bzw. Neoklassizismus erkennen. Das Haus steht in städtebaulichem Zusammenhang mit anderen die deutsche Herrschaft repräsentierenden Bauten am damaligen Kaiserplatz. Während des Ersten Weltkriegs war im Landesausschuss-Gebäude ein Lazarett untergebracht, später das Konservatorium der Stadt Straßburg. Das nach Bombenschäden im Zweiten Weltkrieg teilweise verändert instandgesetzte Gebäude ist heute der Sitz des Théâtre national de Strasbourg.